# Maladie végétale d'origine tellurique

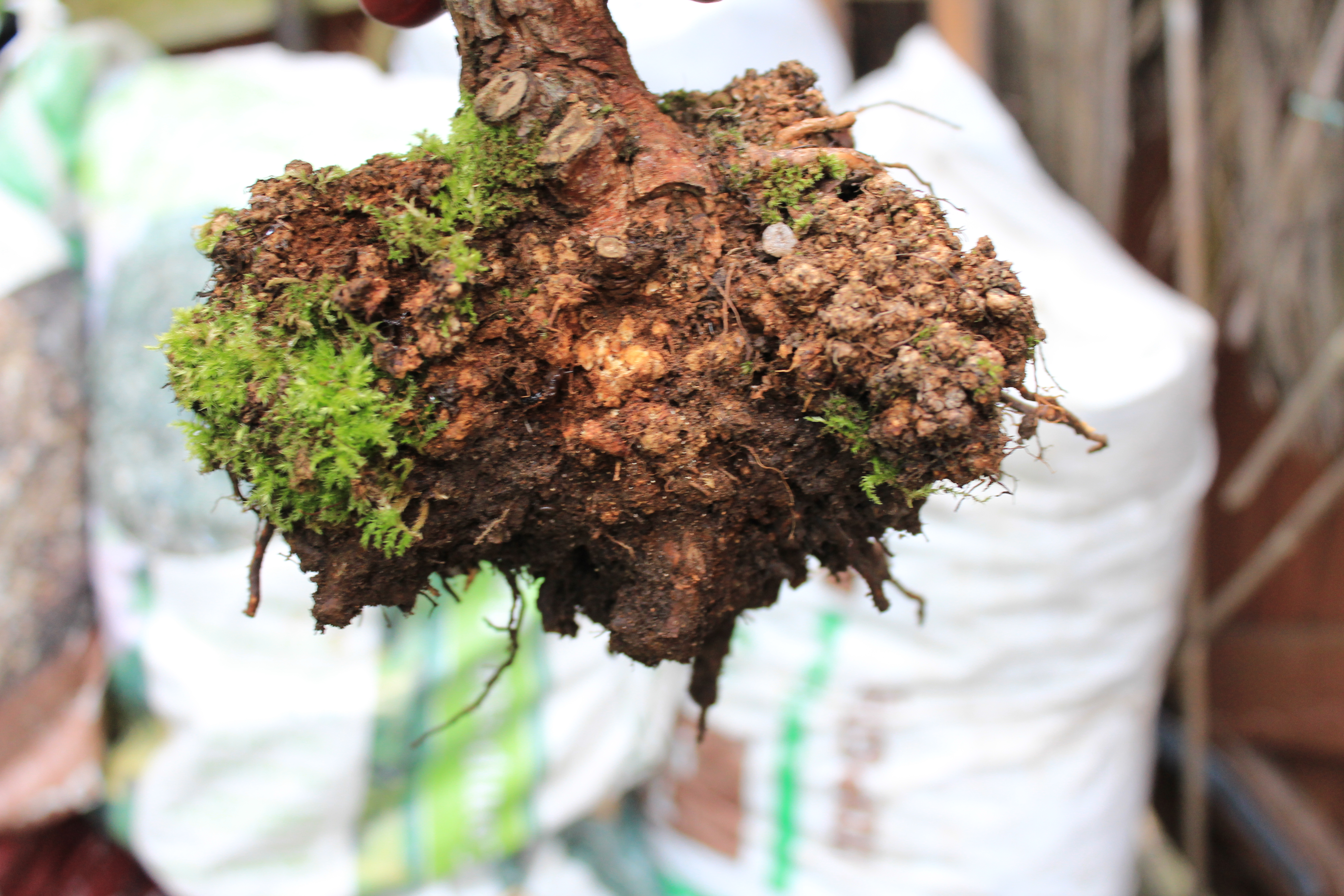
Tumeur du collet due à une bactérie du sol, Rhizobium radiobacter, sur rosier (les racines ont été coupées).

Les maladies végétales d'origine tellurique, appelées aussi « maladies telluriques »,  « maladies édaphiques »  ou « maladies du sol », sont des maladies des plantes causées par des agents phytopathogènes présents dans le sol. Ceux-ci comprennent des nématodes, des champignons, des « pseudo-champignons » (oomycètes et chytrides), des bactéries et des virus. Ces organismes font partie de la microflore et de la microfaune du sol, toutefois ils n'en sont qu'une partie minime. On estime en effet que 99 % des microorganismes  vivant dans un sol agricole  ne  sont  pas  pathogènes. La plupart sont des organismes saprophytes, impliqués dans la décomposition et la minéralisation de la matière organique morte, contribuant ainsi au maintien de la fertilité des sols.   
Ces organismes se caractérisent par le fait qu'ils persistent et survivent un certain temps dans le sol et dans les débris et résidus de plantes infectées. Le sol est ainsi un réservoir d'inoculum de ces agents pathogènes. Les dégâts causés aux plantes affectent le plus souvent les tissus des racines et du collet, et sont le plus souvent cachés dans le sol. Ces maladies peuvent rester inaperçues jusqu'à ce que les parties aériennes de la plante, et notamment le feuillage, soient gravement affectées et présentent des symptômes tels que le rabougrissement, la flétrissure, la chlorose et la mort.
Les agents phytopathogènes du sol sont responsables de nombreuses maladies aiguës et chroniques des plantes cultivées qui peuvent entraîner de lourdes pertes pour les agriculteurs. On estime que le rendement potentiel de nombreuses cultures peut être réduit de 50 à 75 %. Les pertes résultant de maladies aiguës, telles que le flétrissement vasculaire et la pourriture racinaire, peuvent être encore plus graves et ruiner des activités agricoles entières. Aux États-Unis, 90 % des 2000 principales maladies des grandes cultures sont causées par des agents pathogènes telluriques. Les pertes monétaires annuelles dues aux maladies transmises par le sol dans ce pays auraient dépassé les 4 milliards de dollars en 1988.

## Agents pathogènes
Quelques exemples d'agents phytopathogènes telluriques,  :
- Champignons : Athelia, Colletotrichum, Fusarium, Macrophomina, Olpidium, Rhizoctonia, Sclerotium, Thielaviopsis, Verticillium, etc.
- Oomycètes : Pythium, Phytophthora, Aphanomyces, etc.
- Protistes : Polymyxa, Plasmodiophora, Spongospora ;
- Bactéries : Agrobacterium, Erwinia, Pectobacterium, Ralstonia, Rhizobium, Rhizorhapis, Streptomyces , etc.
- Nématodes : Ditylenchus, Globodera, Heterodera, Longidorus, Meloidogyne, Naccobus, Paratrichodorus, Xiphinema, etc.
- Virus : de nombreux phytovirus sont transmis dans le sol par des vecteurs telluriques (nématodes, Plasmodiophoridae) ou de manière abiotique (genre Tombusvirus)[6].

Le graphique ci-dessous donne un aperçu des principaux agents pathogènes telluriques présents dans l'Union européenne (2015).
Pour des raisons techniques, il est temporairement impossible d'afficher le graphique qui aurait dû être présenté ici.

## Biologie des agents pathogènes telluriques
Les agents pathogènes telluriques  peuvent être persistants ou  transitoires,  selon qu'ils survivent dans le sol pendant des périodes de temps relativement longues, ou plus courtes.
Ces organismes ne sont pas toujours pathogènes et peuvent survivre aussi sous forme de saprobes ou saprophytes (vivant de la matière organique en décomposition), ne se transformant en une forme pathogène que dans certaines conditions favorables.
Les agents pathogènes de maintiennent dans le sol par des propagules divers et variés parmi lesquelles conidies, mycéliums, sclérotes, chlamydospores, rhizomorphes et oospores, qui diffèrent par leur résistance aux conditions hostiles et par leur longévité.
La distribution horizontale et verticale des agents pathogènes du sol dépend de divers facteurs, notamment  les pratiques culturales et l'historique des cultures. 
L'inoculum des agents pathogènes des racines se trouve généralement dans les 25 cm supérieurs du profil du sol, dans les couches où se trouvent les racines et les tissus hôtes et d'autres substrats organiques. 
La distribution de l'inoculum dans les champs est généralement agrégée dans les zones où une plante sensible a été précédemment cultivée.
Plusieurs facteurs influencent l'activité des agents pathogènes telluriques, en particulier le type de sol, sa texture, le pH, l'humidité, la température et la teneur en nutriments.
Les sols mal drainés favorisent la survie et la distribution d'agents phytopathogènes tels que Pythium, Phytophthora et Aphanomyces. De même, des maladies vasculaires comme la fusariose et verticilliose ont tendance à être plus graves dans les sols humides que dans les sols secs. Toutefois certaines maladies des racines sont favorisées par les sols plus secs, par exemple, la gale commune de la pomme de terre causée par Streptomyces scabies.

### Dispersion des agents pathogènes telluriques
Le mouvement actif des agents pathogènes dans le sol est très limité. Mais la propagation de ces organismes dans la parcelle cultivée ou au delà dans la région, voire dans le monde, est assurée efficacement par différents moyens.
Le plus efficace et le plus menaçant sur le plan mondial est la dispersion assurée par le matériel de reproduction des plantes infectées : semences, tubercules, transplants, boutures, etc. 
A une échelle plus locale, les agents pathogènes sont dispersés, par l'intermédiaire du sol ou de débris végétaux infectés (par des véhicules, des outils et machines agricoles), par l'eau et le vent (notamment par des spores aériennes), mais aussi par des contacts de racine à racine ou par l'apport de fumier infesté.

## Principales maladies d'origine tellurique
Les principales maladies des plantes d'origine telluriques sont les pourritures racinaires, les fontes de semis et les flétrissements vasculaires.
Les pourritures racinaires sont causées principalement par les genres suivants de champignons : Pythium, Phytophthora, Rhizoctonia, Cylindrocladium et Armillaria. Ces maladies se caractérisent par une dégradation du système racinaire, certains agents pathogènes étant parfois confinés aux racines juvéniles tandis que d'autres affectent des parties plus anciennes du système racinaire. Les symptômes observables sont variés : flétrissement, chute des feuilles, dépérissement de branches et rameaux, voire mort de la plante entière.
La fonte des semis est due notamment à des champignons des genres  Pythium, Phytophthora, Rhizoctonia, Athelia (notamment Athelia rolfsii) et parfois Fusarium. L'infection des plantules peut se produire en phase de germination, de pré-levée ou de post-levée. Dans le nord du Viêt Nam, Pythium, Rhizoctonia et Athelia rolfsii sont couramment associés à la mort des semis de légumes tels que haricots, choux et autres crucifères, cucurbitacées et tomates. 
La flétrissure est causé principalement par des champignons des genres Fusarium, en particulier Fusarium oxysporum (agents des fusarioses), et Verticillium (agents des verticillioses) . Certaines espèces de bactéries peuvent provoquer des types de maladies similaires, par exemple la flétrissure bactérienne de la pomme de terre due à Ralstonia solanacearum.
Les symptômes de ces maladies sont principalement la nécrose interne des tissus vasculaires de la tige et le flétrissement consécutif du feuillage.

## Méthodes de lutte
Les méthodes de lutte contre les maladies du sol relèvent de plusieurs domaines dont : pratiques culturales, lutte biologique, lutte chimique, utilisation de plantes résistantes.

### Pratiques culturales
La rotation culturale est utile pour réduire le niveau de l'inoculum dans le sol. Son efficacité dépend des caractéristiques du cycle biologique des agents pathogènes. Elle sera moins efficace pour ceux qui peuvent se maintenir dans le sol pendant plusieurs années comme organisme saprophyte ou sous forme dormante, par exemple s'ils produisent des spores à longue durée de vie.
La rotation doit également tenir compte du fait que certains parasites ont une gamme d'hôtes élargie, par exemple Pyrenochaeta lycopersici attaque aussi bien les Solanaceae que les Cucurbitaceae.

### Utilisation de plantes résistantes
La culture de plantes résistantes est une méthode à la fois efficace et économique. La résistance des plantes-hôtes permet de réduire non seulement les pertes de récolte, mais également les dépenses engagées pour lutter contre les maladies et les risques de pollution.